# میاکو ماکی
میاکو ماکی (انگلیسی: Miyako Maki؛ زادهٔ ۲۹ ژوئیهٔ ۱۹۳۵) مانگاکا اهل ژاپن است. او نویسنده گنجی مونوگاتاری (مانگا) است.